# دائرة العوانة
دائرة العوانة إحدى دوائر ولاية جيجل الجزائرية . عاصمتها هي بلدية العوانة وتضم بلديات : 
- العوانة
- سلمى بن زيادة

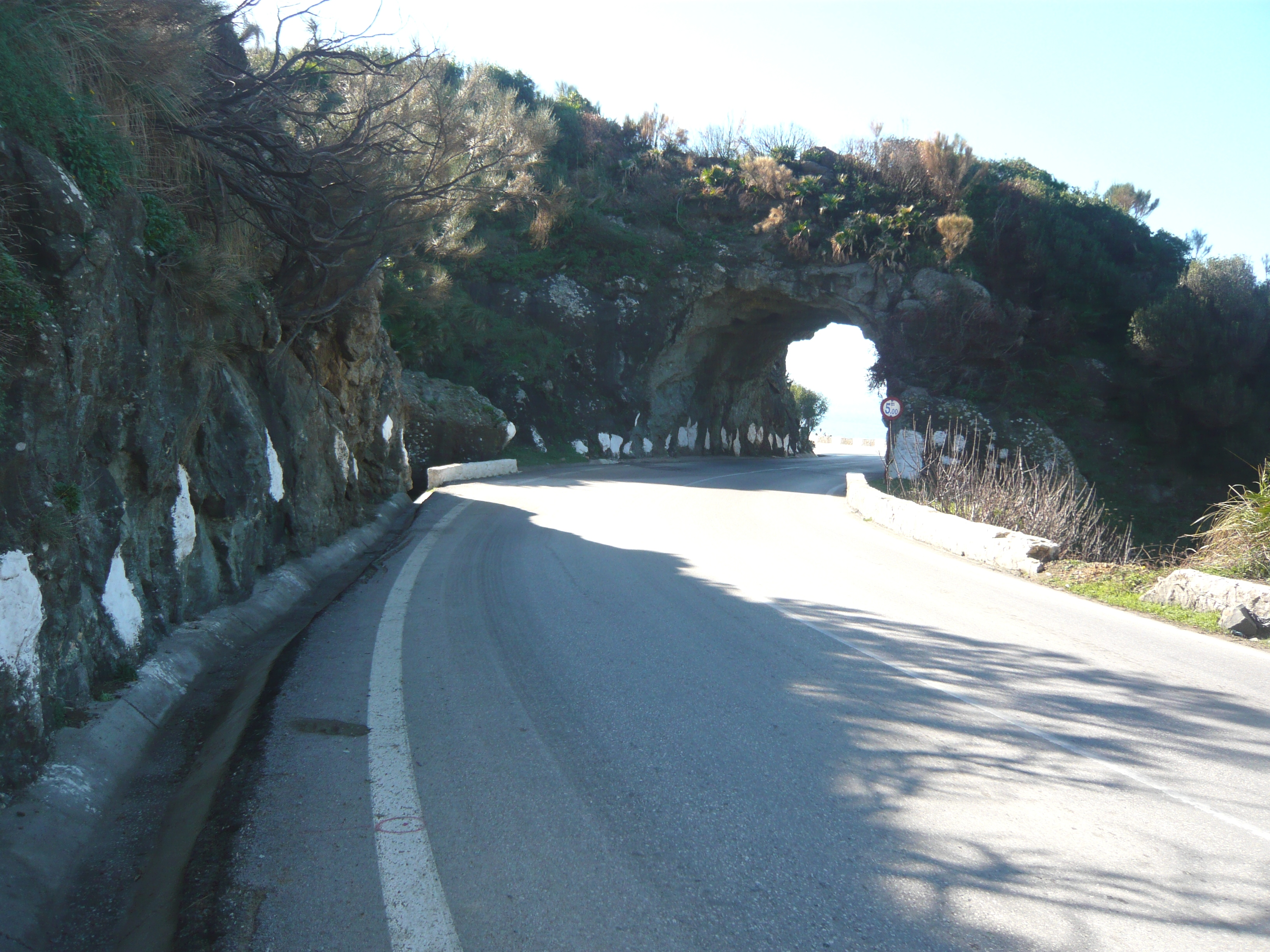
الطريق الوطني الرابط بين بلدية العوانة و زيامة منصورية.
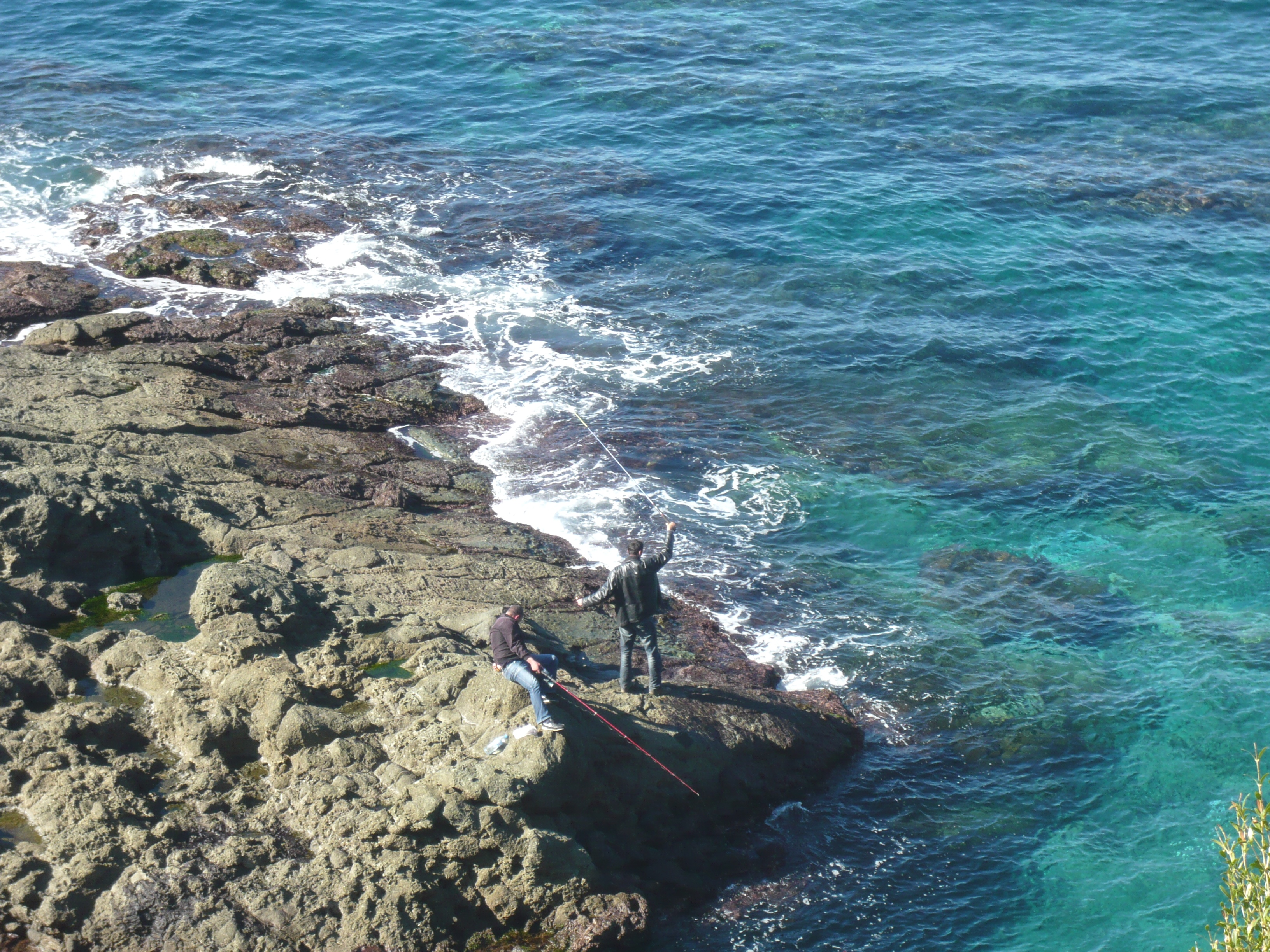
صيادان يمارسان هوايتهما بشواطئ بلدية العوانة.
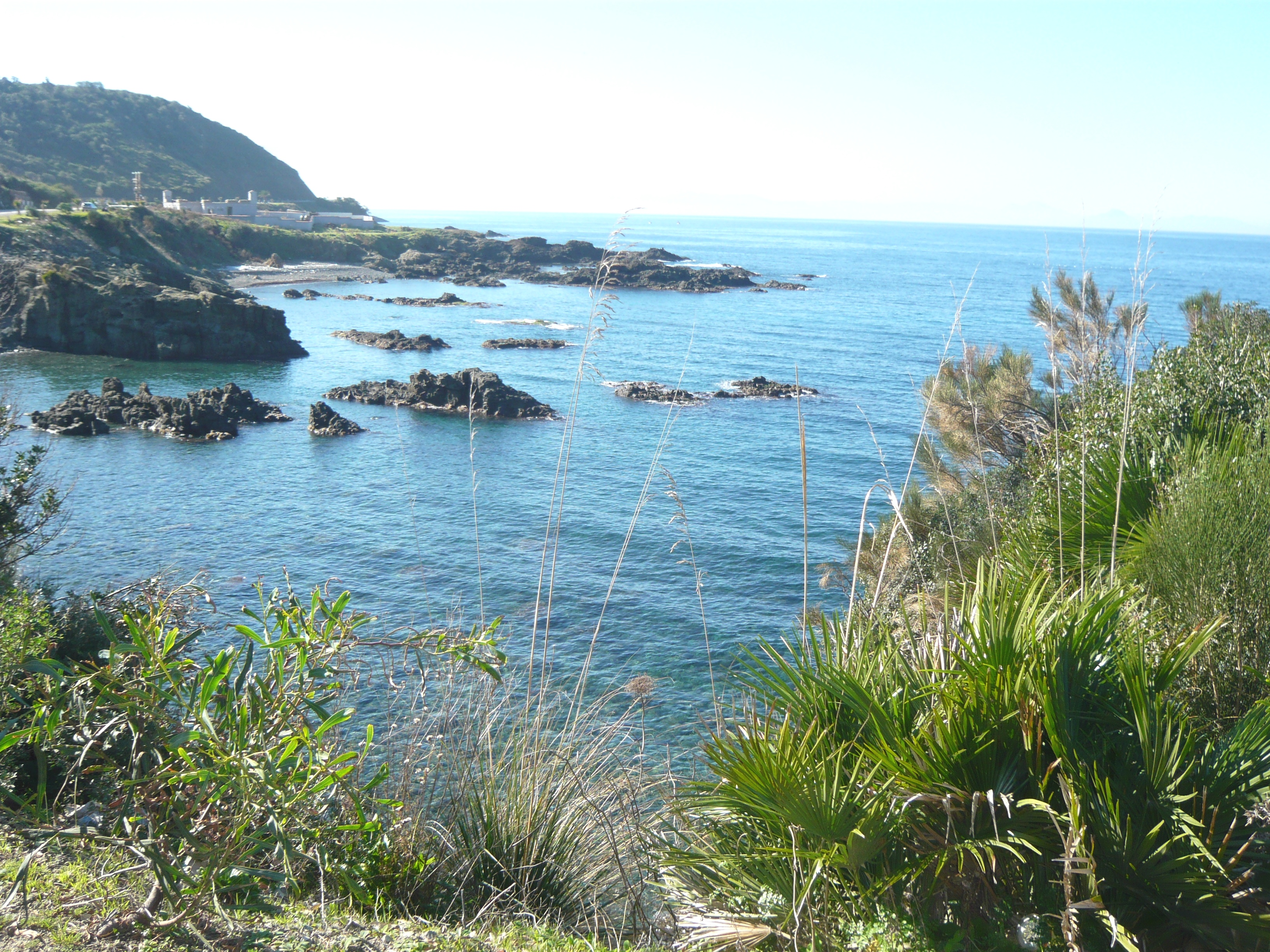
الكورنيش بمنطقة أفتيس ببلدية العوانة.
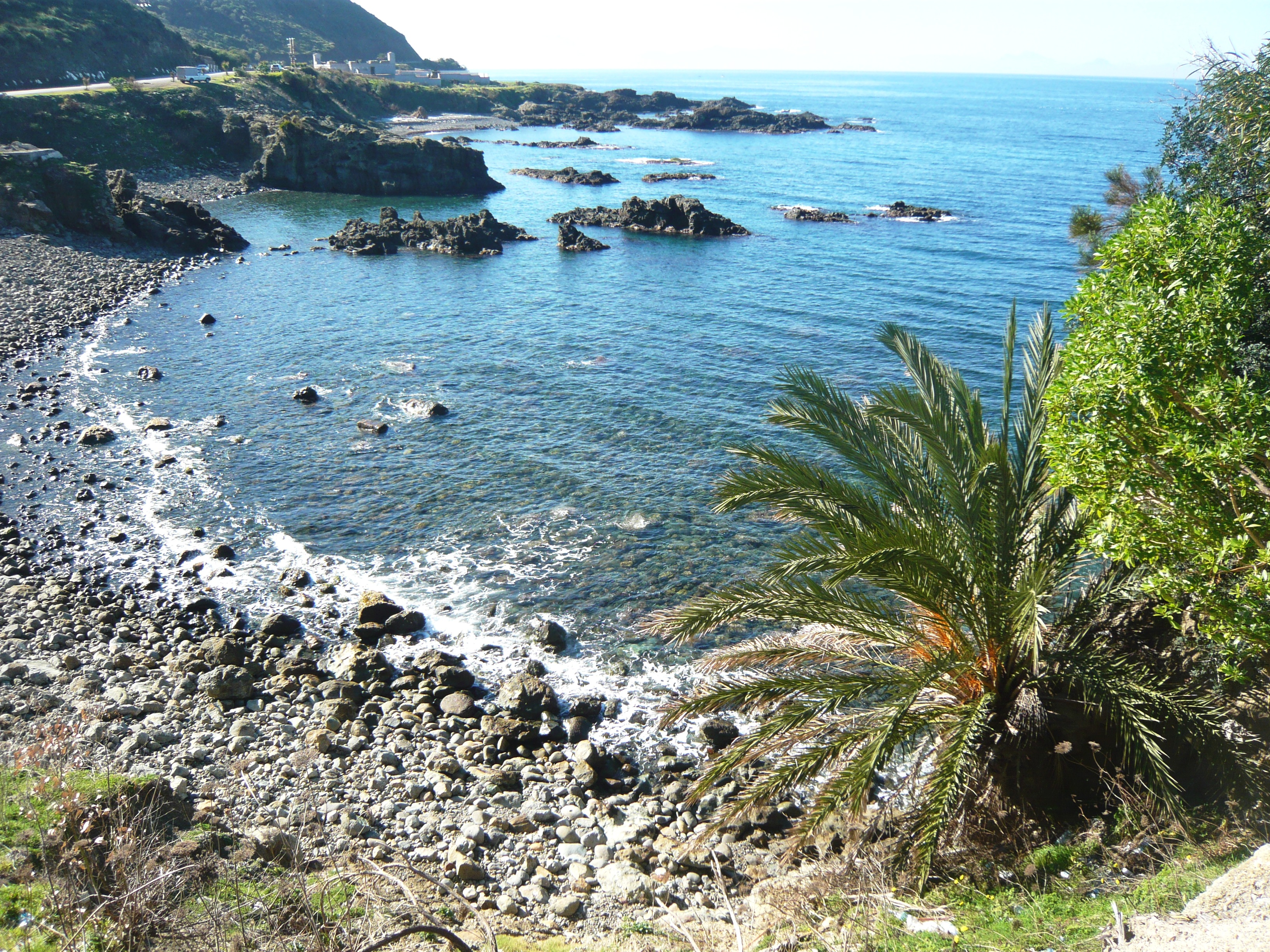
منطقة أفتيس ببلدية العوانة.